# Organización Socialista de Trabajadores

Logo de la Cuarta internacional.

La Organización Socialista de Trabajadores, es una organización trotskista mexicana, sección de la IV Internacional, fundada por el francés Pierre Lambert, fallecido en 2008.
La OST se fundó en 1991, dando continuidad a la Liga Obrera Marxista y en la actualidad trabaja en el impulso de la Organización Política Nacional de los trabajadores y el pueblo

## Historia
En 1987, la Liga Obrera Marxista por orientación del Buró Latinoamericano de la IV Internacional (Centro Internacional de Reconstrucción) se fusiona con el Partido Revolucionario de los Trabajadores, con la intención de impulsar un Partido Obrero Independiente. La LOM consideraba que el PRT podía ser un polo que permitiera la aglutinación de corrientes de trabajadores que buscaban una expresión política propia, la LOM tomaba como ejemplo de esta tendencia el movimiento que construyó al Partido dos Trabalhadores en Brasil.
La LOM se organizó como la tendencia Cuarta Internacional del PRT y realizó un trabajo de difusión de los postulados de la IV internacional (CIR).
En 1988, el PRT se opuso a la candidatura de Cuauhtémoc Cárdenas Solórzano del Frente Democrático Nacional y postuló a su propia candidata, Rosario Ibarra de Piedra.
La tendencia Cuarta Internacional apoyó inicialmente esta decisión. Poco antes de la elección del 6 de julio de 1988, cambió su apreciación e impulsó al interior del PRT un giro en su política, llamando a un Frente Único Antiimperialista junto con Cárdenas, para evitar el triunfo del gobernante Partido Revolucionario Institucional (PRI) y revertir las medidas privatizadoras de sus últimos gobiernos. 
Tras las elecciones y con la acusación de fraude electoral en favor del candidato del PRI, Carlos Salinas de Gortari, la TCI impulsó una campaña por el respeto a la voluntad popular, llamando a formar comités por la defensa del voto, en diversos estados de la república.
El 12 de diciembre de ese año, fue secuestrado y desaparecido uno de sus principales dirigentes, José Ramón García, cuando éste se dirigía a una reunión de la tendencia en la Ciudad de México. No hubo resolución legal a esta desaparición ni responsables de la misma, por lo que la organización afirmó que su dirigente fue desaparecido político, el primero del gobierno de Salinas de Gortari. 
A finales de 1989, Cuauhtémoc Cárdenas hace un llamado a la izquierda para formar el Partido de la Revolución Democrática (PRD). Pese a que la mayoría de los militantes del PRT ingresaron a dicha organización, los de la Tendencia Cuarta Internacional decidieron no hacerlo por considerarlo un partido nacionalista-burgués y con influencias fuertes del estalinismo. Esto, junto a las discrepancias con la dirección del PRT, motivó su salida de éste en 1991. 
También en 1989, la Cuarta internacional (CIR) sufre una escisión internacional encabezada por Luis Favre y muchos militantes de la Tendencia Cuarta Internacional, deciden salir e integrarse al Partido de la Revolución Democrática. 
En 1991, se realiza un congreso de la TCI y en él se decide formar la Organización Socialista de Trabajadores, para mantener la continuidad de esta corriente ya de manera independiente al PRT.
En 1992 inició la edición de su periódico, EL TRABAJO, cuyo lema es «por un partido obrero, por una internacional Obrera».
La primera campaña que realizó como organización fue en apoyo a la Revolución Cubana contra la intervención norteamericana, en Cuba. Impulsando una conferencia internacional en la Ciudad de México.
En 1993, impulsó, junto con el Acuerdo Internacional de Trabajadores y de los Pueblos, una campaña internacional de apoyo a los trabajadores de transporte público de la Ciudad de México Ruta 100, empresa que fue declarada en quiebra unilateralmente por el gobierno de la ciudad.
En 1994, participó en la primera Convención Nacional Democrática, impulsada por el EZLN, y en las campañas en contra de la represión y la guerra en Chiapas. La OST mantuvo una postura crítica al EZLN, que se fue acentuando conforme pasaron los años, cuestionando principalmente su discurso dirigido a la Sociedad Civil, que interpreta como una negación de la lucha de clases. También critica las Autonomías Indígenas, el financiamiento de éstas por las organizaciones no gubernamentales y la renuncia a la luchar contra el TLCAN. 
En 1998, buscó su registro electoral con el nombre de Partido Democrático de Trabajadores, con una plataforma que rechazaba el financiamiento público a los partidos y reivindicaba el derecho de cualquier organización a participar políticamente. El Instituto Federal Electoral (IFE), instancia legal que organiza las elecciones en México, le negó el registro argumentando que no cumplía los requisitos legales de participación en las elecciones.
En febrero de 1999 creó, junto con jóvenes independientes, el grupo Juventud Revolución, que participó en la huelga de la UNAM dirigida por el Consejo General de Huelga (CGH), con influencia en algunas escuelas de esta universidad.

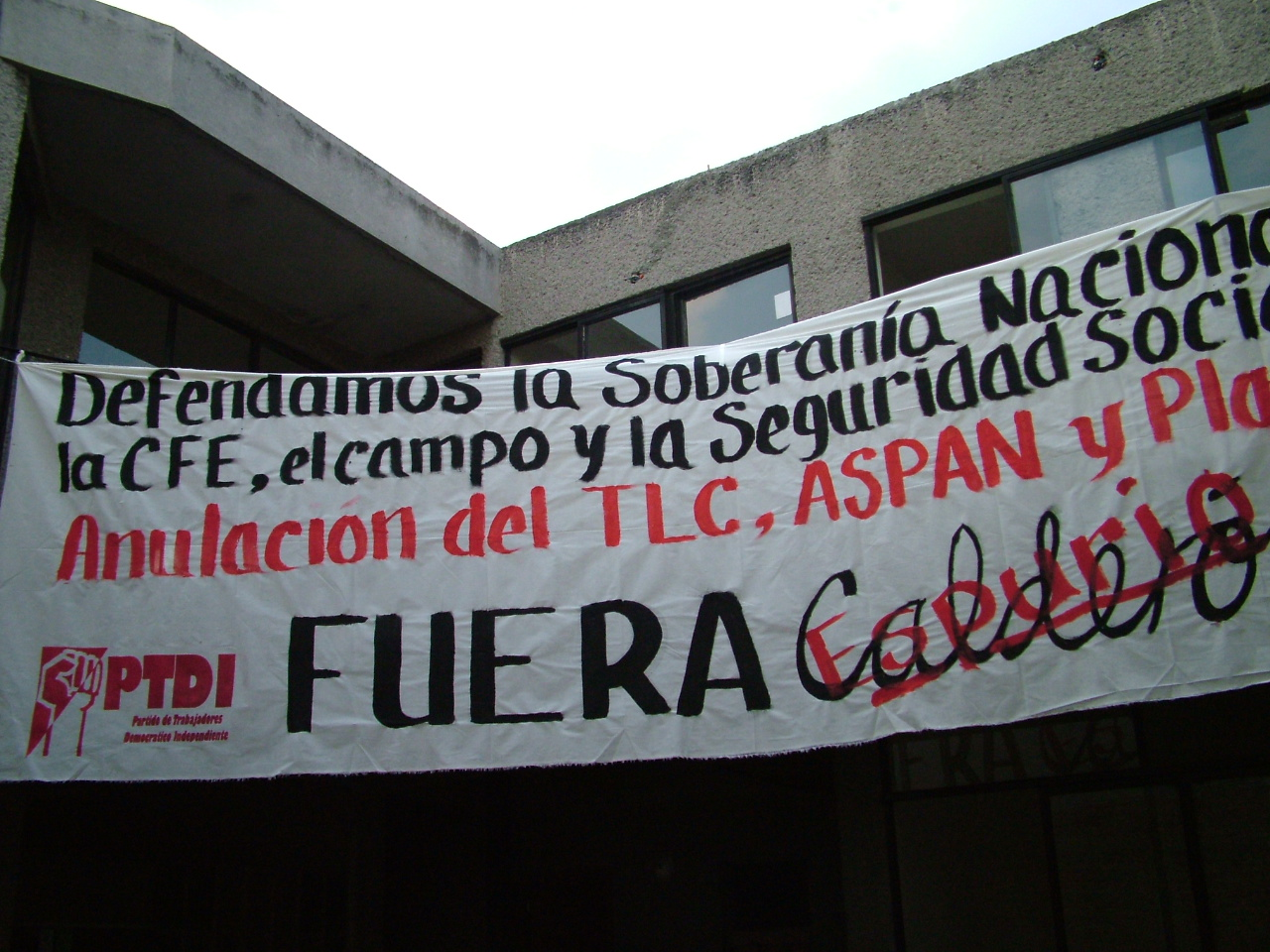
PTDI.

En el año 2000 impulsó, junto con sindicalistas de diversos sectores, la creación del Movimiento por un Partido Democrático Independiente de los Trabajadores.
En 2005, se funda el Partido Democrático Independiente de los Trabajadores junto con dirigentes sindicales, principalmente Chiapanecos. Ese mismo ano participó en la campaña en contra del desafuero del Lic. Andrés Manuel López Obrador (AMLO), reivindicando el derecho de cualquier ciudadano a participar en las elecciones, pese a hacer críticas al programa que éste defendiera en su campaña presidencial.
Ya al interior del PTDI en el año 2006 y previo a las elecciones hará fuertes críticas al programa electoral de López Obrador e impulsará una carta abierta a este dirigente, llamándolo a pronunciarse en contra del TLCAN, y de las privatizaciones. También participara en la Asamblea Popular de los Pueblos de Oaxaca y ayudara a su difusión internacional, organizando giras a los Estados Unidos
Después de las elecciones del 2 de julio de 2006, a pesar de sus diferencias con el programa de AMLO, impulsó la campaña por el respeto a la voluntad popular, contra el fraude, bajo la consigna «¡¡¡No a otro 1988, AMLO debes llamar a movilizar!!!». A partir de ese momento participó en el movimiento de resistencia civil pacífica impulsando comités contra el fraude y por la soberanía nacional, llamando a la movilización nacional a la Ciudad de México, a la construcción de asambleas populares y la huelga nacional.

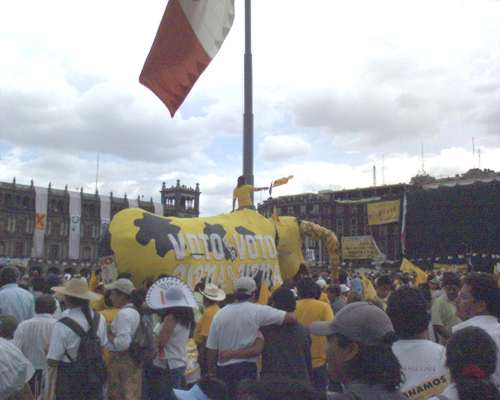
Protestas poselectorales del 2006 en el Zócalo capitalino.

Durante la Convención Nacional Democrática convocada por AMLO, impulsó la delegación internacional de apoyo a la CND, con delegaciones de la Cuarta Internacional y el AIT siendo estos los únicos que respondieron al llamado internacional hecho por AMLO.
Ese mismo año el PTDI postula a Russel Aguilar, como candidato sin registro, al Gobierno del Estado de Chiapas, obteniendo 3200 votos, impulsando durante su campaña los comités en defensa del voto, contraponiéndose al candidato oficial Juan Sabines del PRD.
En 2007, el PTDI fue el primer partido en lanzar a un candidato emigrante a un gobierno estatal, en una alianza con el Frente de Mexicanos en el Exterior impulso a Luis Magaña, como candidato independiente y sin registro a gobernador de Michoacán, realizando una campaña binacional, en EUA y México. Con una plantaforma que defendía el derecho a no migrar, la abrogación del TLCAN, el desconocimiento del gobierno de Felipe Calderón. 

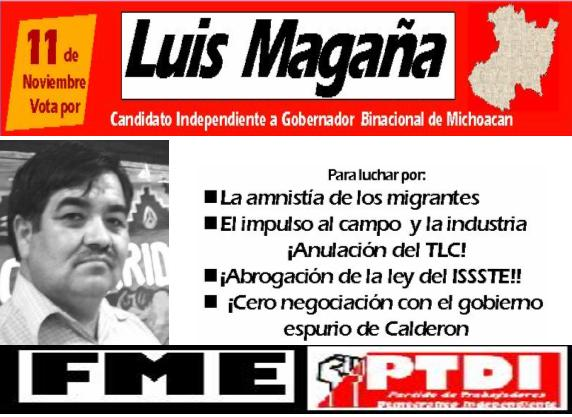
Campaña independiente y binacional.

Ese mismo año también impulsará junto con Socialist Organizer, y el FME, la creación del periódico EL ORGANIZADOR, publicación binacional orientada a los trabajadores migrantes en EUA.
En 2008, participará del Movimiento Nacional en Defensa del Petróleo y reimpulsarán la creación de una organización juvenil revolucionaria, apoyando a jóvenes independientes a construir el grupo Organizando La Lucha.
Durante noviembre de 2008, hace un llamado abierto a AMLO para que rompa con el PRD.
A principios de 2009, el PTDI hace autocrítica en relación con su política de autoproclamación, decide abandonar el nombre de partido y comenzar un nuevo espacio de discusión y diálogo para la formación de un verdadero partido de trabajadores de masas.
Durante 2009, la OST y el resto de los componentes del PTDI impulsan el Foro Diálogo Político cuyo objetivo fue aglutinar a las personas que consideren que es necesaria la construcción de un Partido de Clase en México.
El 30 de octubre de 2010, Martin Esparza secretario general del Sindicato Mexicano de Electricistas, en una concentración en el Estadio Azteca llama a la construcción de una Organización Política Nacional de los trabajadores. 
La OST desde principios de 2011 se ha sumado a este llamado, trazando la línea de la construcción de un Partido de Trabajadores, considerando que este llamado es una oportunidad histórica para los trabajadores de México de construir su instrumento político. Desde el 21 de enero participa en la Dirección Nacional Provisional de la OPN
En su congreso de 2011 decidió integrarse en la Organización Política del Pueblo y los Trabajadores (OPT) , manteniéndose como una tendencia al interior. 
En 2015 impulsa una nueva campaña por un Partido de Trabajadores, llamada "Dialogo" , al considerar que la dirección del SME no impulsa consecuentemente la construcción de la OPT, la posición es ambigua ya que al mismo tiempo no rompe con esta última, y su fuerza al interior de la OPT se debilitó, registrándose la salida de varios de sus principales cuadros por diferencias políticas en relación con la caracterización de la OPT .
En 2016, la IV Internacional, sufre un proceso de escisión, al ser expulsados miembros de la dirección de la sección francesa por crear una tendencia para abrir la discusión sobre las diferencias políticas en la sección francesa y la internacional, entre los militantes expulsados se encuentra Daniel Gluckstein hasta ese momento principal dirigente de la Corriente Comunista Internacionalista. Los expulsados crearan la Tendencia Comunista Internacionalista, reclamando la continuidad de la sección francesa de la Cuarta Internacional 
Esta expulsión generó un cisma en la internacional, dividiéndose entre aquellos que respaldan la decisión de la dirección de la CCI y quienes respaldan el derecho a crear una tendencia como parte de la democracia proletaria. Los segundos con el impulso de la TCI crearan en febrero de 2016 el Comité de Organización por la Reconstitución de la Cuarta Internacional, con militantes de más de 20 países

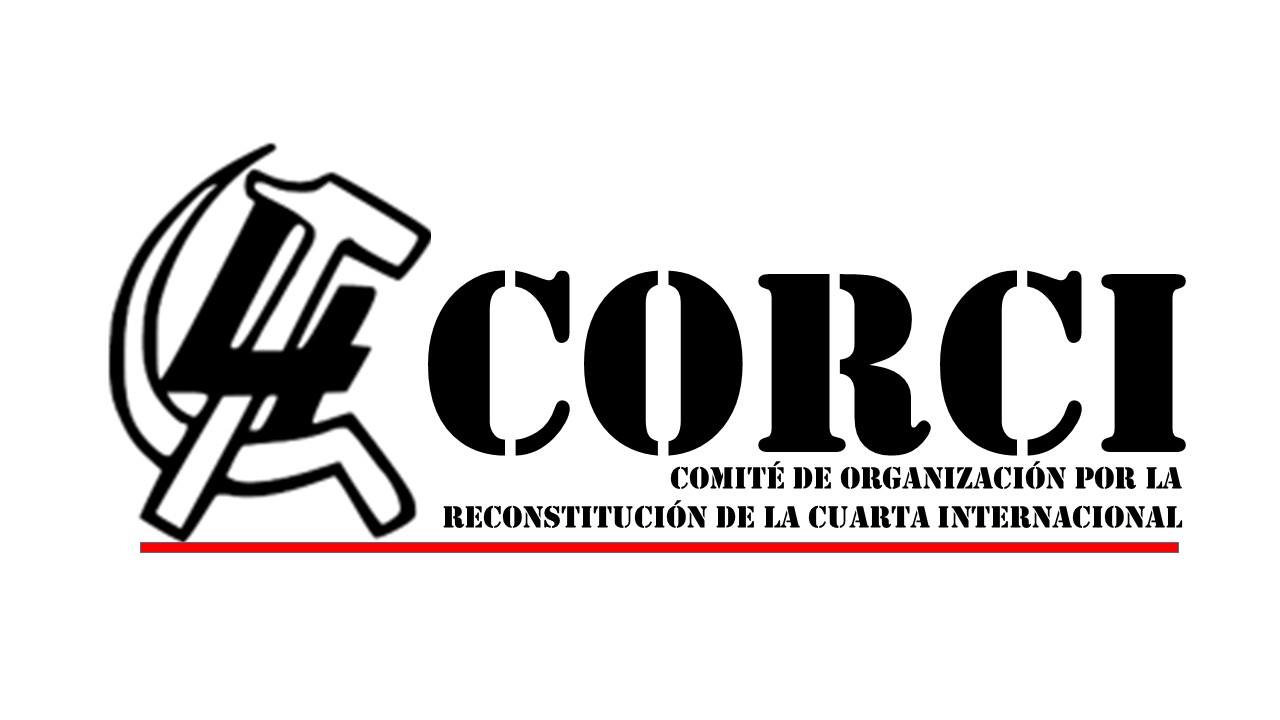
logotipo CORCI

En México la dirección de la OST, respalda sin cuestionamientos a la mayoría de la CCI y excluyen a los partidarios del CORCI. 
Estos últimos fundarán el 20 de febrero el Comité de militantes mexicanos del CORCI, que mantiene actividad en tres Estados del país.